# Pastor-da-anatólia
O pastor-da-anatólia[a][b] (em turco: anadolu çoban köpeği) é uma raça de cães originária da Turquia. Ficou conhecido na década de 1970, quando começaram a estudar as raças nascidas na região turca de Anatólia. São considerados cães alertas e protetores, regularmente usados para trabalho, como a proteção dos rebanhos de ovelhas e cabras. Vista como uma raça recente, ainda não passou por cruzamentos que visem características para a companhia, já que, apesar de sociável, é agressiva com outros cães. Cão gigante, de peso médio variando entre 41 e 64 kg, é uma raça de adestramento dito difícil.